# Boé Motorsports
Boé Motorsports (ehemals RBA Racing Team) ist ein spanisches Motorradsport-Team, welches von MotoGP-Fahrer Aleix Espargaró gegründet wurde. Es startet seit 2014 (bzw. seit 2015 Vollzeit) in der Moto3-Klasse der Motorrad-Weltmeisterschaft mit KTM-Motorrädern. Die Fahrer in  der Saison 2025 sind Cormac Buchanan und Ruché Moodley. Weitere frühere bekannte Piloten des Rennstalls sind Gabriel Rodrigo (dessen Vater das Team leitet), Riccardo Rossi, Ana Carrasco, Stefano Nepa, Isaac Viñales, David Muñoz und Joel Kelso.

## Statistik

### Team-WM-Ergebnisse (ab 2018)
- 2018 – Achter
- 2019 – 14.
- 2020 – 15.
- 2021 – Elfter
- 2022 – Zwölfter
- 2023 – Zehnter
- 2024 – Sechster